# Copa Piauí de 2008
A Copa Piauí de 2008 foi a terceira edição do torneio, realizado pela Federação de Futebol do Piauí. O torneio contou com a participação de apenas dois times, o Flamengo-PI e o Picos, tendo o sido campeão o Flamengo.
Foram realizados dois jogos (ida e volta). No primeiro jogo, em Picos, o Flamengo venceu o Picos por 1 a 0
.[carece de fontes?] No segundo jogo, em Teresina, os times empataram em 2 a 2, o que deu o título ao Flamengo. 
Como vencedor da Copa Piauí, o Flamengo garantiu a segunda vaga para a disputa da Copa do Brasil 2009. A primeira vaga ficou com o campeão do Estadual 2008.

## Finais
Primeiro jogo
| 21 de setembro | Picos | 0 – 1 | Flamengo-PI | Helvídio Nunes de Barros, Picos |
|                |       |       | Roberto 8'  |                                 |

Segundo jogo
| 28 de setembro | Flamengo-PI           | 2 – 2 | Picos                       | Estádio Lindolfo Monteiro, Teresina |
|                | Marcelo 35', Roni 39' |       | Rigoberto 27', Guarilha 47' |                                     |

## Premiação
| Copa Piauí 2008              |
| ---------------------------- |
| FLAMENGO Campeão (1º título) |